# Paratrophon patens
Paratrophon patens är en snäckart som först beskrevs av Jacques Bernard Hombron och Jacquinot 1854.  Paratrophon patens ingår i släktet Paratrophon och familjen purpursnäckor. Inga underarter finns listade i Catalogue of Life.